# Ted de Corsia
Ted de Corsia, all'anagrafe Edward Gildea De Corsia (Brooklyn, 29 settembre 1903 – Encino, 11 aprile 1973), è stato un attore statunitense.

## Biografia
Ted de Corsia debuttò sul grande schermo nel noir La signora di Shanghai (1947), diretto e interpretato da Orson Welles, in cui impersonò l'investigatore privato Sidney Broome. Con il suo fisico massiccio, i lineamenti marcati e la recitazione nervosa, l'attore diede una notevole interpretazione nel film successivo, La città nuda (1948), nel ruolo dell'ex wrestler Willie "Armonica" Garzah. Fu l'inizio di una carriera cinematografica che lo vide interprete di ruoli di villain e di gangster per un paio di decenni.
De Corsia interpretò numerosi ruoli da caratterista in film western a basso costo, ma fu nuovamente nel noir che si distinse con l'interpretazione, del gangster Joe Rico in La città è salva (1951), accanto a Humphrey Bogart. Testimone posto sotto una massiccia protezione da parte della polizia, il personaggio di Joe Rico, magistralmente caratterizzato da de Corsia, si lascia a poco a poco travolgere dalla paura e dall'angoscia, andando incontro a una tragica fine.
Nel corso degli anni cinquanta recitò in film quali Un posto al sole (1951), Ventimila leghe sotto i mari (1954), nel ruolo del capitano Farragut, il noir La polizia bussa alla porta (1955), e Rapina a mano armata (1956) di Stanley Kubrick, in cui impersonò il poliziotto Randy Kennan, coinvolto in una sfortunata rapina all'ippodromo di Long Island.
Già attivo come attore televisivo dall'inizio del decennio, negli anni sessanta de Corsia privilegiò gli impegni sul piccolo schermo, comparendo in show comici e in numerose serie quali Peter Gunn (1960), Ricercato vivo o morto (1959-1960), Alfred Hitchcock presenta (1959-1961), Gli intoccabili (1959-1962), Gli uomini della prateria (1960-1964), Ai confini della realtà (1959-1964), Gunsmoke (1962-1966), Perry Mason (1964-1966), Strega per amore (1966), Get Smart (1966-1967), Ai confini dell'Arizona (1970), Mannix (1970).
L'ultima interpretazione cinematografica di de Corsia risale al 1972 nel film Funerale a Los Angeles, un thriller di produzione francese in cui il personaggio interpretato dall'attore, il gangster Victor, viene ucciso nella prima parte della pellicola, e il suo corpo imbalsamato appare successivamente, collocato su una sedia e con un sigaro in mano. De Corsia morì l'anno seguente, l'11 aprile 1973, all'età di 69 anni, per un attacco cardiaco.

## Filmografia

### Cinema
- La signora di Shanghai (The Lady from Shanghai), regia di Orson Welles (1947)
- La città nuda (The Naked City), regia di Jules Dassin (1948)
- The Life of Riley, regia di Irving Brecher (1949)
- La figlia di Nettuno (Neptune's Daughter), regia di Edward Buzzell (1949)
- Quando torna primavera (It Happens in Every Spring), regia di Lloyd Bacon (1949)
- Purificazione (Mr. Soft Touch), regia di Gordon Douglas e Henry Levin (1949)
- La carovana maledetta (The Outriders), regia di Roy Rowland (1950)
- Tempesta sull'oceano Indiano (Cargo to Capetown), regia di Earl McEvoy (1950)
- Tre segreti (Three Secrets), regia di Robert Wise (1950)
- La città è salva (The Enforcer), regia di Bretaigne Windust (1951)
- La valle della vendetta (Vengeance Valley), regia di Richard Thorpe (1951)
- La roccia di fuoco (New Mexico), regia di Irving Reis (1951)
- Tortura (Inside the Walls of Folsom Prison), regia di Crane Wilbur (1951)
- Un posto al sole (A Place in the Sun), regia di George Stevens (1951)
- Crazy Over Horses, regia di William Beaudine (1951)
- Il corsaro (Captain Pirate), regia di Ralph Murphy (1952)
- Il giuramento dei Sioux (The Savage), regia di George Marshall (1952)
- Furore sulla città (The Turning Point), regia di William Dieterle (1952)
- L'uomo nell'ombra (Man in the Dark), regia di Lew Landers (1953)
- Cavalca vaquero! (Ride, Vaquero!), regia di John Farrow (1953)
- Hot News, regia di Edward Bernds (1953)
- La città spenta (Crime Wave), regia di André De Toth (1954)
- Ventimila leghe sotto i mari (20000 Leagues Under the Sea), regia di Richard Fleischer (1954)
- La polizia bussa alla porta (The Big Combo), regia di Joseph H. Lewis (1955)
- Uno straniero tra gli angeli (Kismet), regia di Vincente Minnelli (1955)
- Sangue caldo (Man with the Gun), regia di Richard Wilson (1955)
- Il conquistatore (The Conqueror), regia di Dick Powell (1956)
- Veneri rosse (Slightly Scarlet), regia di Allan Dwan (1956)
- Giungla d'acciaio (The Steel Jungle), regia di Walter Doniger (1956)
- La principessa dei Moak (Mohawk), regia di Kurt Neumann (1956)
- The Kettles in the Ozarks, regia di Charles Lamont (1956)
- Rapina a mano armata (The Killing), regia di Stanley Kubrick (1956)
- La rivolta dei cowboys (Showdown at Abilene), regia di Charles F. Haas (1956)
- Gianni e Pinotto banditi col botto (Dance with Me, Harry), regia di Charles Barton (1956)
- Sfida all'O.K. Corral (Gunfight at the O.K. Corral), regia di John Sturges (1957)
- La scure di guerra del capo Sioux (The Lawless Eighties), regia di Joseph Kane (1957)
- Mezzanotte a San Francisco (The Midnight Story), regia di Joseph Pevney (1957)
- Il jolly è impazzito (The Joker Is Wild), regia di Charles Vidor (1957)
- Pistolero senza onore (Gun Battle at Monterey), regia di Sidney Franklin Jr. e Carl K. Hittleman (1957)
- Faccia d'angelo (Baby Face Nelson), regia di Don Siegel (1957)
- Man on the Prowl, regia di Art Napoleon (1957)
- Handle with Care, regia di David Friedkin (1958)
- I rinnegati dell'isola misteriosa (Enchanted Island), regia di Allan Dwan (1958)
- I bucanieri (The Buccaneer), regia di Anthony Quinn (1958)
- 12 uomini da uccidere (Inside the Mafia), regia di Edward L. Cahn (1959)
- Rivolta indiana nel West (Oklahoma Territory), regia di Edward L. Cahn (1960)
- Una corda per il pistolero (Noose for a Gunman), regia di Edward L. Cahn (1960)
- Dalla terrazza (From the Terrace), regia di Mark Robson (1960)
- Spartacus, regia di Stanley Kubrick (1960) (non accreditato)
- L'ombra della vendetta (The Crimebusters), regia di Boris Sagal (1961)
- Sherlocko... investigatore sciocco (It'$ Only Money), regia di Frank Tashlin (1962)
- Pistola veloce (The Quick Gun), regia di Sidney Salkow (1964)
- 1000 dollari per un Winchester (Blood on the Arrow), regia di Sidney Salkow (1964)
- La trappola mortale (The Money Trap), regia di Burt Kennedy (1965) (non accreditato)
- Nevada Smith, regia di Henry Hathaway (1966)
- Il pirata del re (The King's Pirate), regia di Don Weis (1967)
- Poker di sangue (5 Card Stud), regia di Henry Hathaway (1968)
- Morgan il razziatore (The Delta Factor), regia di Tay Garnett (1970)
- Funerale a Los Angeles (Un homme est mort), regia di Jacques Deray (1972)

### Televisione
- Four Star Playhouse – serie TV, episodio 1x08 (1953)
- The George Burns and Gracie Allen Show – serie TV, 1 episodio (1954)
- The Lone Wolf – serie TV, 1 episodio (1954)
- Cavalcade of America – serie TV, 1 episodio (1954)
- Waterfront – serie TV, 3 episodi (1954)
- The Public Defender – serie TV, 1 episodio (1954)
- Passport to Danger – serie TV, 1 episodio (1955)
- Treasury Men in Action – serie TV, 2 episodi (1954-1955)
- Adventures of Falcon – serie TV, 2 episodi (1955)
- Stage 7 – serie TV, episodio 1x09 (1955)
- TV Reader's Digest – serie TV, episodio 1x15 (1955)
- Il cavaliere solitario (The Lone Ranger) – serie TV, 1 episodio (1955)
- The Man Behind the Badge – serie TV, 1 episodio (1955)
- Jane Wyman Presents the Fireside Theatre – serie TV, 1 episodio (1955)
- Lux Video Theatre – serie TV, 1 episodio (1955)
- Scienza e fantasia (Science Fiction Theatre) – serie TV, episodi 1x09-1x33 (1955)
- Chevron Hall of Stars – serie TV, 1 episodio (1956)
- Telephone Time – serie TV, episodio 1x08 (1956)
- Schlitz Playhouse of Stars – serie TV, 2 episodi (1954-1956)
- Frontier – serie TV, 2 episodi (1956)
- Conflict – serie TV, episodio 1x01 (1956)
- The Adventures of Dr. Fu Manchu – serie TV, 1 episodio (1956)
- Broken Arrow – serie TV, 2 episodi (1956)
- State Trooper – serie TV, 1 episodio (1956)
- 77º Lancieri del Bengala (Tales of the 77th Bengal Lancers) – serie TV, episodio 1x11 (1956)
- The Ford Television Theatre – serie TV, 2 episodi (1956-1957)
- Soldiers of Fortune – serie TV, 1 episodio (1957)
- The Gale Storm Show: Oh, Susanna! – serie TV, 1 episodio (1957)
- Date with the Angels – serie TV, 1 episodio (1957)
- Navy Log – serie TV, episodi 1x30-3x03 (1956-1957)
- Tales of Wells Fargo – serie TV, 1 episodio (1957)
- Casey Jones – serie TV, 1 episodio (1957)
- The Adventures of Jim Bowie – serie TV, 1 episodio (1957)
- The Californians – serie TV, 1 episodio (1957)
- Have Gun - Will Travel – serie TV, episodio 1x13 (1957)
- The Restless Gun – serie TV, episodio 1x12 (1957)
- Maverick – serie TV, 3 episodi (1957-1962)
- Richard Diamond (Richard Diamond, Private Detective) – serie TV, 1 episodio (1958)
- Climax! – serie TV, episodio 4x19 (1958)
- Mike Hammer – serie TV, 1 episodio (1958)
- Official Detective – serie TV, 2 episodi (1957-1958)
- The Red Skelton Show – serie TV, 1 episodio (1958)
- Zorro – serie TV, episodio 1x30 (1958)
- Playhouse 90 – serie TV, 1 episodio (1958)
- Il tenente Ballinger (M Squad) – serie TV, 1 episodio (1958)
- Panico (Panic!) – serie TV, episodi 1x05-2x11 (1957-1958)
- Jefferson Drum – serie TV, 1 episodio (1958)
- The Rifleman – serie TV, 1 episodio (1958)
- Trackdown – serie TV, 2 episodi (1958)
- Tales of the Texas Rangers – serie TV, 1 episodio (1958)
- 26 Men – serie TV, episodi 2x11-2x13 (1958)
- Sugarfoot – serie TV, episodi 1x16-2x20 (1958-1959)
- Mackenzie's Raiders – serie TV, 1 episodio (1959)
- Bold Venture – serie TV, 1 episodio (1959)
- The Third Man – serie TV, 1 episodio (1959)
- I racconti del West (Zane Grey Theater) – serie TV, 1 episodio (1959)
- Frontier Doctor – serie TV, 1 episodio (1959)
- Steve Canyon – serie TV, 5 episodi (1959-1960)
- The Rough Riders – serie TV, 1 episodio (1959)
- 21 Beacon Street – serie TV, 1 episodio (1959)
- Border Patrol – serie TV, 1 episodio (1959)
- The Lawless Years – serie TV, 1 episodio (1959)
- Mr. Lucky – serie TV, episodio 1x07 (1959)
- Avventure in fondo al mare (Sea Hunt) – serie TV, 4 episodi (1958-1959)
- Tightrope – serie TV, episodi 1x09-1x28 (1959-1960)
- The Best of the Post – serie TV, episodio 1x02 (1960)
- Johnny Staccato – serie TV, episodio 1x22 (1960)
- Lo sceriffo indiano (Law of the Plainsman) – serie TV, episodio 1x22 (1960)
- Ricercato vivo o morto (Wanted: Dead or Alive) – serie TV, episodi 2x15-3x10 (1959-1960)
- Alfred Hitchcock presenta (Alfred Hitchcock Presents) – serie TV, 2 episodi (1959-1961)
- Gli intoccabili (The Untouchables) – serie TV, 2 episodi (1959-1962)
- Indirizzo permanente (77 Sunset Strip) – serie TV, 3 episodi (1959-1963)
- Ispettore Dante (Dante) – serie TV, episodio 1x11 (1960)
- June Allyson Show (The DuPont Show with June Allyson) – serie TV, episodio 2x07 (1960)
- Peter Gunn – serie TV, episodio 3x01 (1960)
- Laramie – serie TV, 2 episodi (1960-1961)
- Surfside 6 – serie TV, episodi 1x03-2x34 (1960-1962)
- Avventure in paradiso (Adventures in Paradise) – serie TV, episodio 3x01 (1961)
- Thriller – serie TV, episodio 1x22 (1961)
- The Dick Powell Show – serie TV, episodio 1x23 (1962)
- The Wide Country – serie TV, episodi 1x07-1x11-1x18 (1962-1963)
- Dakota (The Dakotas) – serie TV, episodio 1x08 (1963)
- L'ora di Hitchcock (The Alfred Hitchcock Hour) – serie TV, 1 episodio (1964)
- Il dottor Kildare (Dr. Kildare) – serie TV, 1 episodio (1964)
- Gli uomini della prateria (Rawhide) – serie TV, 6 episodi (1960-1964)
- Ai confini della realtà (The Twilight Zone) – serie TV, 2 episodi (1959-1964)
- Ben Casey – serie TV, episodio 4x12 (1964)
- Viaggio in fondo al mare (Voyage to the Bottom of the Sea) – serie TV, 1 episodio (1965)
- Gunsmoke – serie TV, 2 episodi (1962-1966)
- Organizzazione U.N.C.L.E. (The Man from U.N.C.L.E.) – serie TV, 1 episodio (1966)
- Perry Mason – serie TV, 3 episodi (1964-1966)
- Strega per amore (I Dream of Jennie) – serie TV, 2 episodi (1966)
- Codice Gerico (Jericho) – serie TV, episodio 1x12 (1966)
- Get Smart – serie TV, 2 episodi (1966-1967)
- La fattoria dei giorni felici (Green Acres) – serie TV, 1 episodio (1967)
- Rango – serie TV, episodio 1x01 (1967)
- I Monkees (The Monkees) – serie TV, 2 episodi (1967-1968)
- Selvaggio west (The Wild Wild West) – serie TV, 2 episodi (1969)
- Sui sentieri del West (The Outcasts) – serie TV, episodio 1x25 (1969)
- Daniel Boone – serie TV, 4 episodi (1965-1969)
- Mannix – serie TV, 1 episodio (1970)
- Ai confini dell'Arizona (The High Chaparral) – serie TV, episodio 4x09 (1970)

## Doppiatori italiani
Nelle versioni in italiano dei suoi film, Ted de Corsia è stato doppiato da:
- Giorgio Capecchi in Il giuramento dei Sioux, Furore sulla città, Ventimila leghe sotto i mari, Rapina a mano armata, Veneri rosse
- Mario Pisu in La città è salva, La città spenta, Mezzanotte a San Francisco, Tre segreti, Dalla terrazza
- Bruno Persa in La figlia di Nettuno, Purificazione, Il conquistatore
- Nino Pavese in La signora di Shanghai, Quando torna primavera
- Luigi Pavese in La polizia bussa alla porta, La trappola mortale
- Emilio Cigoli in La città nuda
- Olinto Cristina in Sfida all'O.K. Corral
- Vittorio Sanipoli in Tortura
- Stefano Sibaldi in Sangue caldo
- Renato Turi in Il jolly è impazzito
- Gualtiero De Angelis in Nevada Smith
- Riccardo Garrone in La principessa di Moak